# Camilla Martelli
Camilla Martelli (1545, Florencie – 30. května 1590, Florencie) byla nejdříve milenkou a pak druhou manželkou toskánského velkovévody Cosima I. Medicejského, a matkou Virginie Medicejské, budoucí vévodkyně z Modeny.

## Život
Camilla se narodila do jedné z nejvýznamnějších florentských patricijských rodin jako dcera Antonia Martelliho a Fiammetty Soderini. Po smrti Cosimovi manželky Eleonory z Toleda a na konci jeho vztahu s Eleonorou degli Albizzi, se Camilla stala Cosimovou milenkou, přestože byla o 26 let mladší, než on. Camilla při něm stála v jeho stáří, když kvůli svému špatného zdraví odešel z veřejného života a vzal se vlády ve prospěch syna Františka.
Camilla v roce 1568 porodila Cosimovi dceru Virginii, tu však Cosimovy děti z prvního manželství vždy nenáviděly. Navzdory jejich odporu se Cosimo v roce 1570 s Camillou oženil. Manželství však bylo morganatické a Camille nebyl přiznán titul "velkovévodkyně". Jako odezvu na Františkovy stížnosti mu Cosimo napsal: "Já jsem soukromá osoba a mohu si vzít za manželku ušlechtilou Florenťanku z dobré rodiny". Jejich dcera Virginie byla legitimizována a zařazena do následnické toskánské linie.
Camilla byla ohniskem trpkých hádek mezi starým Cosimem a jeho dětmi. Nesouhlasily s její touhou po okázalém luxusu, který se ve srovnání s vkusnou elegancí Eleonory Toledské jevil jako vulgární. Velkovévoda, aby nevznikl skandál, se odebral do ústraní a zakázal večírky a oficiální oslavy.
Cosimo I., kterého minimálně jednou postihla mrtvice, měl omezenou pohyblivost a nebyl schopen mluvit, 30. dubna 1574 zemřel. Po jeho smrti byla Camilla nucena vstoupit do florentského kláštera Murate. Později přešla do kláštera Svaté Moniky. Klášter ji bylo dovoleno opustit jen na svatbu dcery Virginie s Cesarem d'Este 6. února 1586. Camilla toužila po svobodě a po Františkově smrti požádala nového velkovévodu Ferdinanda, zda může odejít z kláštera. Ferdinand jejímu přání vyhověl, ale po sérii politických krizí ji donutil vrátit se do Svaté Moniky, kde v roce 1590 zemřela.

## Potomci
Camilla měla s Cosimem jedinou dceru:
1. Virginie Medicejská (29. května 1568 – 15. ledna 1615), ⚭ 1586 Cesare d'Este (8. října 1562 – 11. prosince 1628), vévoda z Modeny a Reggia